# آفلیا

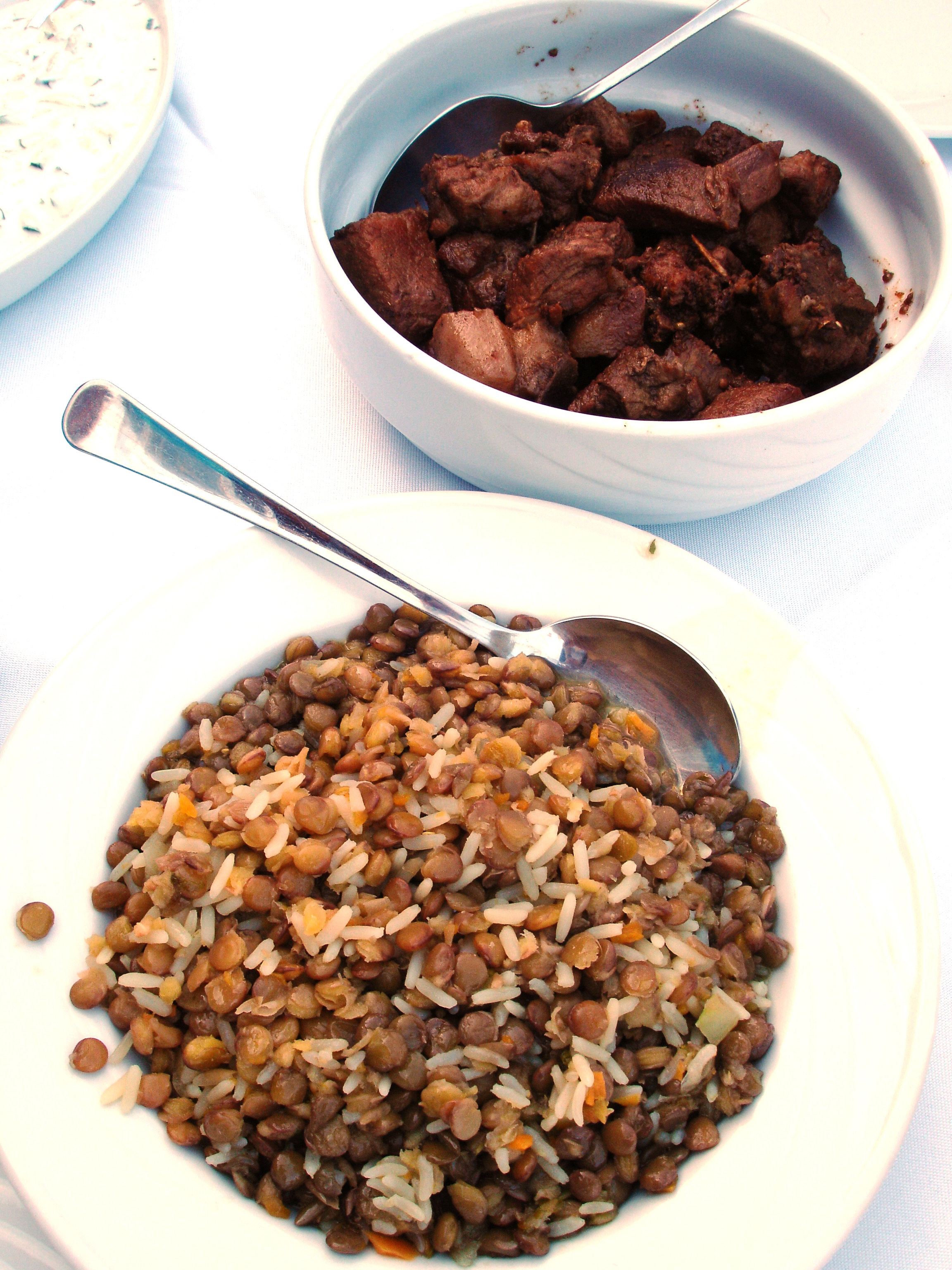
آفلیا (به یونانی: αφέλια) یک غذای سنتی قبرس می‌باشد. این غذا گوشت خوابانده شده خوک است که در شراب سرخ و دانه درشت له شده گشنیز پخته می‌شود. آفلیا معمولاً با (به انگلیسی: pourgouri pilafi) و ماست سرو می‌شود.